# Lynge
Lynge är en ort på Själland i Danmark.   Den ligger i Allerøds kommun och Region Hovedstaden, 26 km nordväst om Köpenhamn. Lynge ligger 56 meter över havet och antalet invånare är 4 036. Närmaste större samhälle är Hillerød, 6 km nordost om Lynge. 